# Paya Jeget
Paya Jeget is een bestuurslaag in het regentschap Aceh Tengah van de provincie Atjeh, Indonesië. Paya Jeget telt 688 inwoners (volkstelling 2010).